# Lakos Nóra
Lakos Nóra magyar filmrendező, forgatókönyvíró, producer, a Cinemira Nemzetközi Gyerek- és Ifjúsági Filmfesztivál alapítója, művészeti vezetője.

## Életpályája
Első diplomáját a Kodolányi János Főiskola kommunikáció szakán szerezte 1999-ben. Ezután újságíróként dolgozott. 2004–2007 között a Színház- és Filmművészeti Egyetem televízió és filmrendező szakos hallgatója volt, Almási Tamás osztályában. Rendszeres résztvevője a nemzetközi workshopoknak, többek között részt vett a Sarajevo Talent Campuson, valamint a London Film School-és a brüsszeli INSAS filmegyetem rendező kurzusain. Számos rövidfilmet, dokumentumfilmet, televíziós sorozatot illetve nagyjàtékfilmet rendezett. Alkotásait több nemzetközi díjra jelölték, illetve díjat nyert. Így a Magyar Bajusz című dokumentumfilmjével jelölték a Robert Bosch Koprodukciós Díjra. Megnyerte a British Council legjobb rövidfilm díját és a Sarajevo City of Film különdíját az Edina című kisjátékfilmjéért a Sarajevo Film fesztiválon. Hab címmel készítette első nagyjátékfilmjével számos fesztiválon versenyzett, és 12 nemzetközi fesztivál díjat nyert. Véletlenül írtam egy könyvet című második nagyjátékfilmje holland-magyar koprodukcióban készült. Forgatókönyvével megnyerte a legjobb filmtervnek járó Eurimages Coproduction Award díjat 2021-ben az amszterdami Cinekid Filmfesztiválon.  Majd az A listás Tallinn Black Night Film Fesztiválon a Legjobb Film Díját nyerte a Just Film gyerek közönségnek szóló filmek versenyében 2024-ben. Fontos számára a gyerek-és ifjúsági film felélesztése Magyarországon, ezért 2018-ban megalapította a Cinemira Nemzetközi Gyerek-és Ifjúsági Filmfesztivált, ahol a világ kiemelkedő fiatal közönségnek szóló filmjeit mutatják be, illetve számos interaktív filmes workshopon vehetnek részt a látogatók. 2022-ben Berlinben a European Children's Film Association (ECFA) vezetőségi tagjává választották. 

## Filmrendezői és forgatókönyvírói munkássága
| Tóth János                   | 2017–2019 | rendező                  |
| Hab                          | 2020      | rendező, forgatókönyvíró |
| Pepe                         | 2022–2023 | rendező                  |
| Véletlenül írtam egy könyvet | 2025      | rendező                  |

### Rövid- és dokumentumfilmek
- Coming soon (2006)
- Hanna (2007)
- Otthon (2009)
- Edina (2011)
- Magyar bajusz (2011)
- Nagyanyám köldöke (2013)